# 제주 최영장군 사당
최영장군 사당(崔瑩將軍 祠堂)은 대한민국 제주특별자치도 제주시 추자면에 있는 사당이다. 1981년 8월 26일 제주특별자치도의 기념물 제11호로 지정되었다.

## 개요
고려시대 명장이였던 최영(1316∼1388) 장군의 사당이다.
고려 공민왕 때 제주도에는 제주목사가 죽음을 당하는 등 반란이 끊이질 않았다. 따라서 조정에서 공민왕 23년(1874) 최영 장군으로 하여금 이를 진압하도록 하였다. 군사를 이끌고 제주도로 원정을 가는 도중에 거센 풍랑을 만나 바람이 잠잠해지기를 기다리며 추자도로 대피하게 되었다. 그곳에서 최영 장군은 주민들에게 그물로 물고기를 잡는 방법을 알려주어 생활에 커다란 변혁을 가져오게 하였다. 그 뒤부터 주민들은 장군의 고마운 마음을 잊지 않고 사당을 지어 해마다 음력 7월 15일과 음력 12월 말일에 풍어와 풍농을 빌며 제사지내고 있다.

## 같이 보기
- 최영

## 참고 자료
- 최영장군사당 - 국가유산청 국가유산포털